# Royal Charleroi S.C.
Royal Charleroi S.C. là một câu lạc bộ bóng đá Bỉ đặt trụ sở tại thành phố Charleroi, tỉnh Hainaut.
Câu lạc bộ thể thao Charleroi thành lập năm 1904. Sân nhà của câu lạc bộ là Stade du Pays de Charleroi với sức chứa 22.000 người.

## Cầu thủ

### Đội hình hiện tại
Tính đến 10 tháng 2 năm 2024
Ghi chú: Quốc kỳ chỉ đội tuyển quốc gia được xác định rõ trong điều lệ tư cách FIFA. Các cầu thủ có thể giữ hơn một quốc tịch ngoài FIFA.
| Số | VT | Quốc gia           | Cầu thủ            |
| -- | -- | ------------------ | ------------------ |
| 1  | TM | Pháp               | Pierre Patron      |
| 2  | HV | Đan Mạch           | Jonas Bager        |
| 3  | HV | Thụy Sĩ            | Stefan Knezevic    |
| 4  | HV | Bỉ                 | Jules Van Cleemput |
| 5  | TV | Pháp               | Etienne Camara     |
| 6  | TV | Algérie            | Adem Zorgane       |
| 7  | TV | Bỉ                 | Isaac Mbenza       |
| 8  | TV | Bờ Biển Ngà        | Parfait Guiagon    |
| 9  | TĐ | Nhà nước Palestine | Oday Dabbagh       |
| 10 | TĐ | Sénégal            | Youssouph Badji    |
| 12 | TM | Bỉ                 | Nicolas Closset    |
| 13 | TĐ | Algérie            | Nadhir Benbouali   |
| 15 | HV | Na Uy              | Vetle Dragsnes     |
| 16 | TM | Burkina Faso       | Hervé Koffi        |
| 17 | TV | Bỉ                 | Antoine Bernier    |
| 18 | TV | Bỉ                 | Daan Heymans       |

| Số | VT | Quốc gia     | Cầu thủ                          |
| -- | -- | ------------ | -------------------------------- |
| 19 | TĐ | Serbia       | Nikola Štulić                    |
| 21 | HV | Cộng hòa Síp | Stelios Andreou                  |
| 22 | TV | Pháp         | Adrien Trebel                    |
| 25 | HV | Pháp         | Damien Marcq                     |
| 26 | TV | Madagascar   | Marco Ilaimaharitra (đội trưởng) |
| 27 | HV | Bỉ           | Roméo Monticelli                 |
| 29 | HV | Slovenia     | Žan Rogelj                       |
| 32 | HV | Bỉ           | Mehdi Boukamir                   |
| 37 | HV | Maroc        | Achraf Dari (mượn từ Brest)      |
| 42 | TV | Bỉ           | Thomas Lutte                     |
| 44 | TV | Nhật Bản     | Ryota Morioka                    |
| 55 | TM | Bỉ           | Martin Delavallée                |
| 66 | HV | Nigeria      | Valentine Ozornwafor             |
| 80 | TĐ | Bỉ           | Youssuf Sylla                    |
| 98 | HV | Pháp         | Jeremy Petris                    |

### Cho mượn
Ghi chú: Quốc kỳ chỉ đội tuyển quốc gia được xác định rõ trong điều lệ tư cách FIFA. Các cầu thủ có thể giữ hơn một quốc tịch ngoài FIFA.
| Số | VT | Quốc gia | Cầu thủ                                                        |
| -- | -- | -------- | -------------------------------------------------------------- |
| —  | HV | Bỉ       | Martin Wasinski (tại Kortrijk đến 30 tháng 6 năm 2024)         |
| —  | TV | Bỉ       | Jackson Tchatchoua (tại Hellas Verona đến 30 tháng 6 năm 2024) |

### Cầu thủ nổi tiếng
- Carl Airey (1986)
- Roberto Bisconti
- Laurie Cunningham (1987)
- Régis Genaux
- Michael Harrison (cầu thủ bóng đá) (1985-87)
- John McGinlay (cầu thủ bóng đá Anh) (1982-84)  Lưu trữ ngày 20 tháng 10 năm 2007 tại Wayback Machine
- Olivier Renard
- Daniel Van Buyten
- Gary Waddock (1987-89)

## Thành tích
- Giải vô địch bóng đá Bỉ:
  - Hạng nhì (1): 1968-69
- Giải vô địch bóng đá hạng hai Bỉ:
  - Vô địch (1): 1946-47
  - Hạng nhì (1): 1965-66
- Cúp bóng đá Bỉ:
  - Hạng nhì (2): 1977-78, 1992-93

## Cúp châu Âu
Tính đến  5 tháng 3, 2006:
| Giải          | A | B  | C | D | E | F  | G  |
| ------------- | - | -- | - | - | - | -- | -- |
| Cúp UEFA      | 1 | 2  | 1 | 0 | 1 | 2  | 3  |
| Cúp Intertoto | 3 | 10 | 3 | 3 | 4 | 11 | 11 |

A = lần tham dự, B = số trận, C = thắng, D = hoà, E = thua, F = bàn thắng, G = bàn thua.